# Дон Сезар де Базан
«Дон Сеза́р де База́н» (фр. Don César de Bazan; відома також як «Іспанський дворянин») — комічна опера на 4 дії французького композитора Жуля Массне створена на основі драми Віктора Гюго «Рюї Блаз».

## Екранізації
- Дон Сезар де Базан (Франція, США, 1912)
- Дон Сезар де Базан (Йосип Шапіро, Ленфільм, СРСР, 1957).
- Манія величі (Жерар Урі, Франція, Італія, Іспанія, Німеччина (ФРН), 1971)
- Дон Сезар де Базан (Михайло Донськой, Ян Фрід, Ленфільм, СРСР, 1989).